# Jordan Floyd
Jordan Mailk Floyd (Stone Mountain, Georgia, 22 de mayo de 1997) es un jugador de baloncesto estadounidense que juega en las filas del Maroussi B.C. de la A1 Ethniki de Grecia. Con 1,88 metros de altura, juega en la posición de base.

## Trayectoria deportiva

### Universidad
Es un base formado en la Universidad de Albany State, donde jugó durante la temporada 2015-2016 en los Albany State Golden Rams de la NCAA II. En 2016, ingresó en la King University de Bristol en Tennessee, para jugar durante cuatro temporadas en los King Tornado  en la NCAA II.

### Profesional
Tras no ser elegido en el draft de 2020, el 21 de junio de 2020, firmó un contrato de un año con Orlandina Basket de la Serie A2 Basket. En el conjunto italiano disputó 30 partidos en los que promedió 23.67 puntos.
En verano de 2021, disputó la NBA Summer League con Los Angeles Lakers, promediando 9.5 puntos en tres partidos.
El 22 de octubre de 2021, firma por el Kolossos Rodou BC de la A1 Ethniki griega.
El 4 de junio de 2022 firmó contrato con el JL Bourg Basket de la Pro A francesa.
El 27 de julio de 2023, firmó con Bursaspor de la Süper Ligi de baloncesto turco (BSL).
El 28 de marzo de 2024firmó con los Zhejiang Lions de la Chinese Basketball Association.
El 20 de noviembre de 2024 firmó con el también equipo chino de los Nanjing Monkey Kings.
El 28 de febrero de 2025 firmó con el Maroussi of the A1 Ethniki griega.